# 北魏太武帝灭佛
北魏太武帝灭佛，簡稱太武灭佛，北魏太武帝拓跋焘推行的一系列排斥佛教的政策，自太平真君七年（446年）至452年拓跋焘驾崩，废佛时间共六年。後人將它與之後北周武帝滅佛、唐武宗滅佛和後周世宗滅佛並稱為「三武一宗」。

## 簡介
南北朝時期，鳩摩羅什、佛陀跋陀羅等来华传教，弘扬佛法。鲜卑族拓跋部落入主中原后，承中原佛法之事，接受了佛教这一思想，用它来敷导民俗，因此，从魏太祖拓跋珪开始，魏朝统治者大都敬礼佛徒沙门，拓跋焘继位之初也是如此，每引高德沙门，与共谈论，頗崇佛教。
拓跋焘后因受司徒崔浩、道士寇谦之等的影响，转奉道教，并亲受符箓，於440年改元为太平真君。认为佛教係“西戎虚诞”，“为世费害”。
444年，诏禁王公、庶人私养沙门，九月杀僧领玄高、慧崇等。446年，太武帝西征到达长安，见佛寺内藏有兵器，又查出酿酒、财宝，发现僧侣与室女私通，即立禁佛。
司徒崔浩上疏请诛天下沙门，毁诸寺院经像。三月，帝下诏诛长安沙门，并命留守平城的太子拓跋晃下令废除全国佛教。
太子虽下令焚毁了大量浮屠、伽藍，却也有意放缓了执行法令的时间，暗中保护一些僧侣逃脱性命，并收藏了一些经文和佛像，使远近皆有所豫闻。因此四方沙门多亡匿逃脱，金银佛像及经书被秘密收藏，仅有一部分比丘被戮，而魏境内寺宇建筑却多被毁。其實鲜卑上层人士多信奉佛教，他们以太子拓跋晃为首，尽力维护佛教的利益。太子拓跋晃与拓跋焘在宗教问题上的差异，也是几年后的宫廷变乱的诱因之一，讓宗愛有機會害死太子。
经过拓跋焘的灭佛，北方地区佛教势力一时陷于衰落。宦官宗愛謀殺太武帝，立南安王拓跋可博真為帝，又殺可博真，大臣劉尼、源賀等迎立太武帝太孫拓跋濬继位，是為文成帝，诏复佛法。佛教又得以恢复。

## 註解
1. 1 2  《魏书·释老志》：“世祖初继位，亦遵太祖、太宗之业，每引高德沙门，与共谈论。……及得寇谦之道，帝以清净无为，有仙化之证，遂信行其术。时司徒崔浩，博学多闻，帝每访以大事。浩奉谦之道，尤不信佛，与帝言，数加非毁，常谓虚诞，为世费害，帝以其辩博，颇信之。”
2. ↑  《魏书·世祖纪下》：“会盖反杏城，关中骚动，帝乃西伐，至于长安。先是长安沙门种麦于寺内，御驺牧马于麦中，帝入观马。沙门饮从官酒，从官入其便室，见大有弓矢矛盾。出以奏闻。帝怒曰：‘此非沙门所用，当与盖吴通谋，规害人耳！’命有司徒案诛一寺，阅其财产，大得酿酒具及州郡牧守、富人所寄藏物，盖以万计。又为屈室，与贵室女私行淫乱。帝既忿沙门非法，浩时从行，因进其说。诏诛长安沙门，焚破佛像。”
3. ↑  《滅佛法詔》：“有司宣告征镇诸军、刺史，诸有佛图形象及胡经，尽皆击破焚烧，沙门无少长悉坑之。”
4. ↑  《梁传》（卷十一）：“以伪太平七年遂毁灭佛法，分遣军兵烧掠寺舍，统内僧尼悉令罢道，其有窜逸者，皆遣人追捕，得则必枭斩，一境之内无复沙门。”
5. ↑  《魏书》：“诸有佛图、形像及胡经，尽皆击破、焚毁；沙门无少长，悉坑之！”